# A Raisin in the Sun (1961)
A Raisin in the Sun is een Amerikaanse film uit 1961 geregisseerd door Daniel Petrie en gebaseerd op het gelijknamige toneelstuk van Lorraine Hansberry uit 1959. De film werd in 2005 opgenomen in het National Film Registry.

## Rolbezetting
| Acteur             | Personage          |
| ------------------ | ------------------ |
| Sidney Poitier     | Walter Lee Younger |
| Ruby Dee           | Ruth Younger       |
| Claudia McNeil     | Lena Younger       |
| Diana Sands        | Beneatha Younger   |
| Stephen Perry      | Travis Younger     |
| John Fiedler       | Karl Lindner       |
| Louis Gossett, Jr. | George Murchison   |
| Ivan Dixon         | Joseph Asagai      |
| Joel Fluellen      | Bobo               |
| Roy Glenn          | Willie Harris      |
| Louis Terrel       | Herman             |